# Vanitas

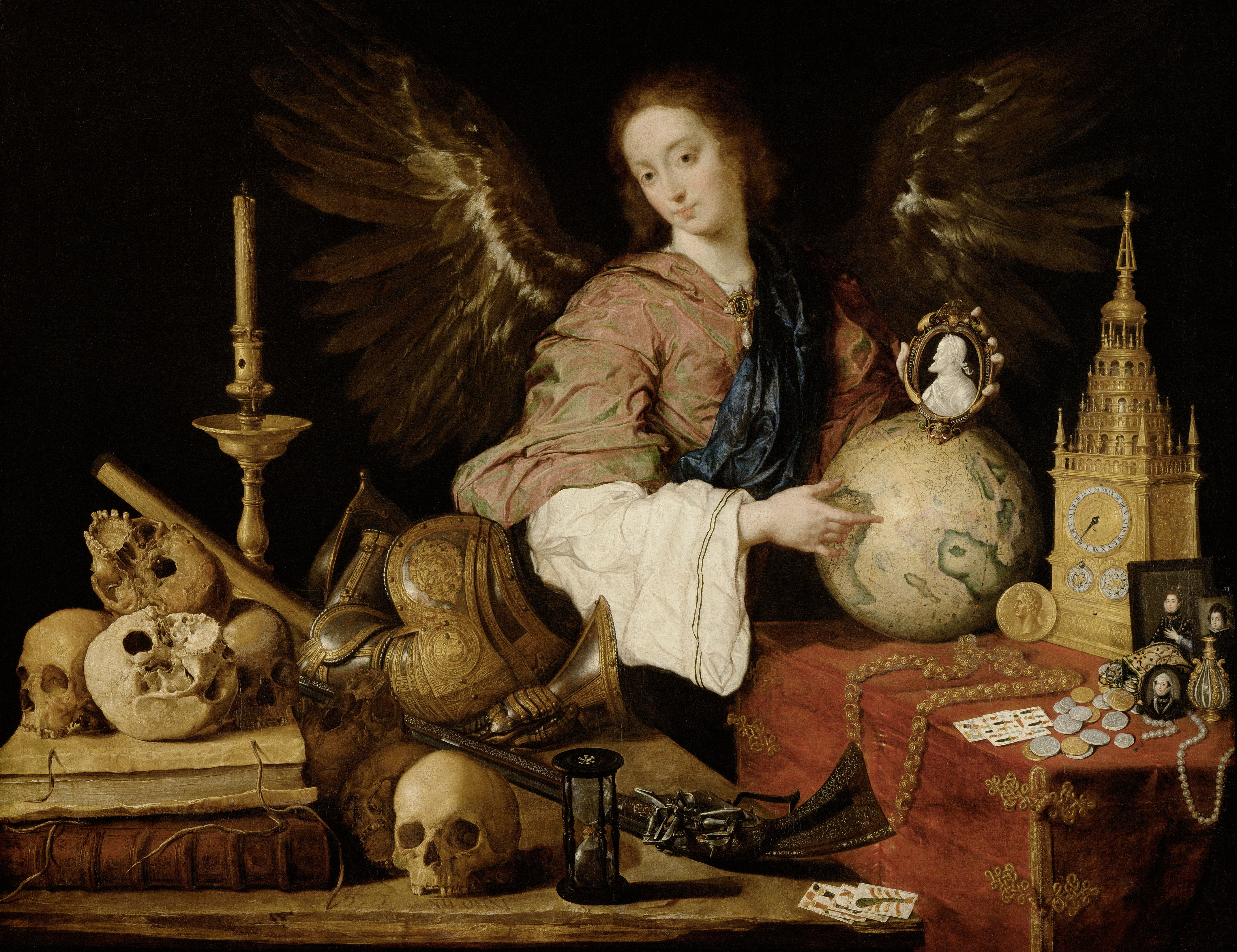
Vanitas, Allegori över förgängligheten, Antonio de Pereda, 1634

Vanitas (latin för 'fåfänglighet' eller 'tomhet') är ett motiv i konst och litteratur, som avser att påminna om livets förgänglighet. Inom bildkonsten var vanitasmotivet vanligt inom stilleben. Vanitasmotivet syftar till att påminna om jordelivets tomhet, och det manar till eftertanke om bestående värden, och kan därvidlag ses som motsats till Carpe diem-temat. 
Ordet "vanitas" härrör från Predikaren (1:2), vars inledning på latin lyder: Vanitas vanitatum omnia vanitas, "Tomhet, idel tomhet, allt är tomhet", eller, som i den äldre översättningen, "Fåfängligheters fåfänglighet. Allt är fåfänglighet".
Inom konsten symboliseras vanitas ofta av en dödskalle, som i Vanitas av Pieter Claeszoon, men kan även framställas i form av något annat som dött, förruttnelse, klockor, vissnande blommor, eller genom att något har slocknat, till exempel en oljelampa. Danse macabre är ett slags vanitas. Inom skönlitteraturen kan vanitas gestaltas med flera symboler, som i Stiernhielms Hercules (1658) eller dödskallen i Shakespeares Hamlet, men också vara sensmoralen i en berättelse, som Vanity Fair av William Thackeray. Det är även titeln på ett opus av Robert Schumann, Op. 103, Vanitas vanitatum. Mit Humor.

## Galleri

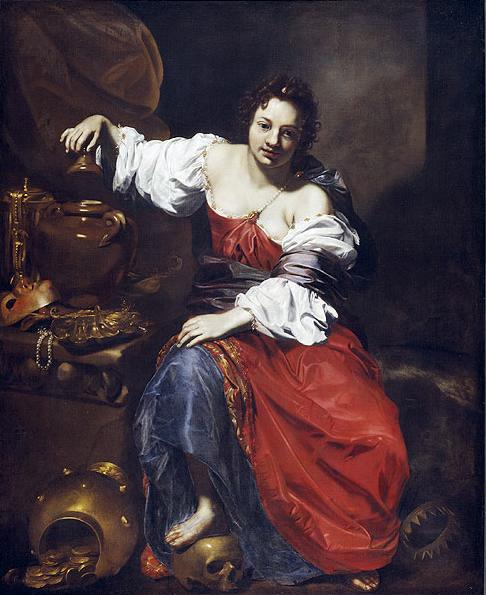
Nicolas Régnier, Allegori över förgängligheten
Paul Cezanne, Pyramid av dödskallar
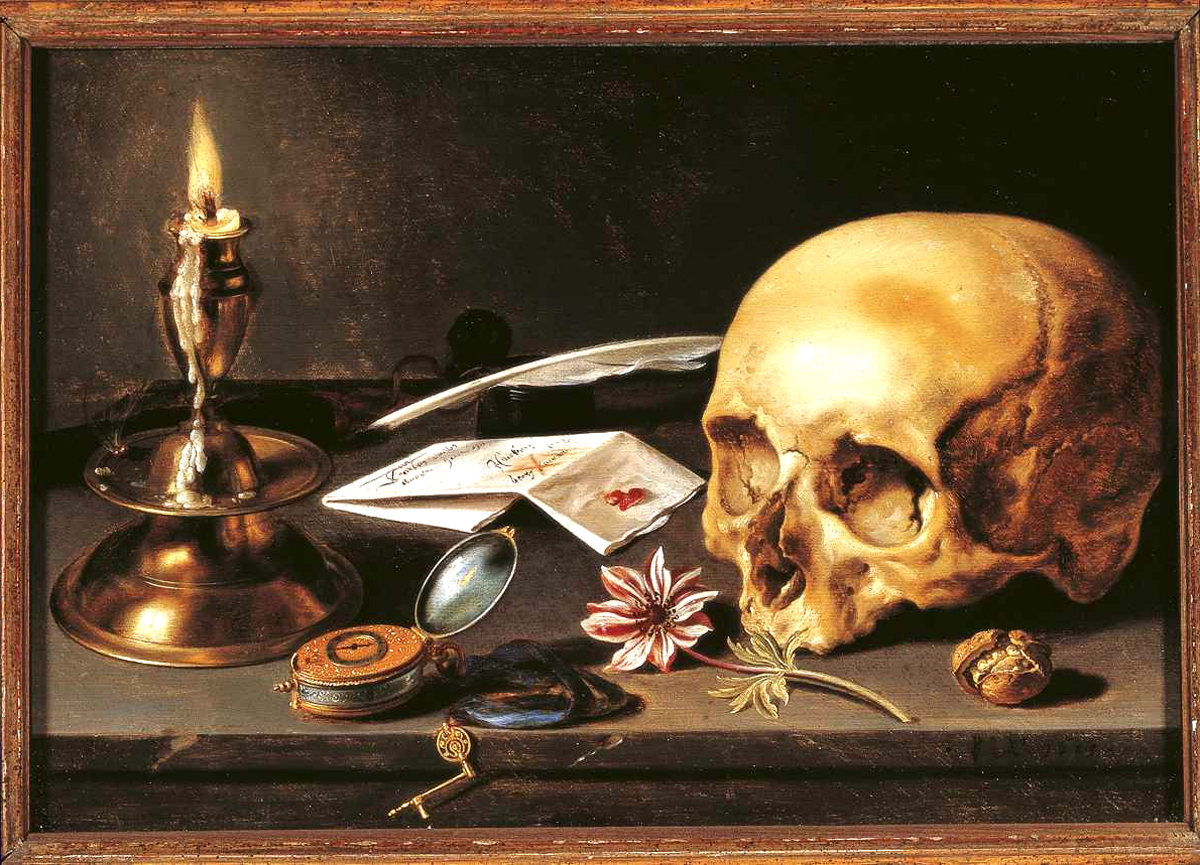
Pieter Claeszoon, Vanitas, stileben
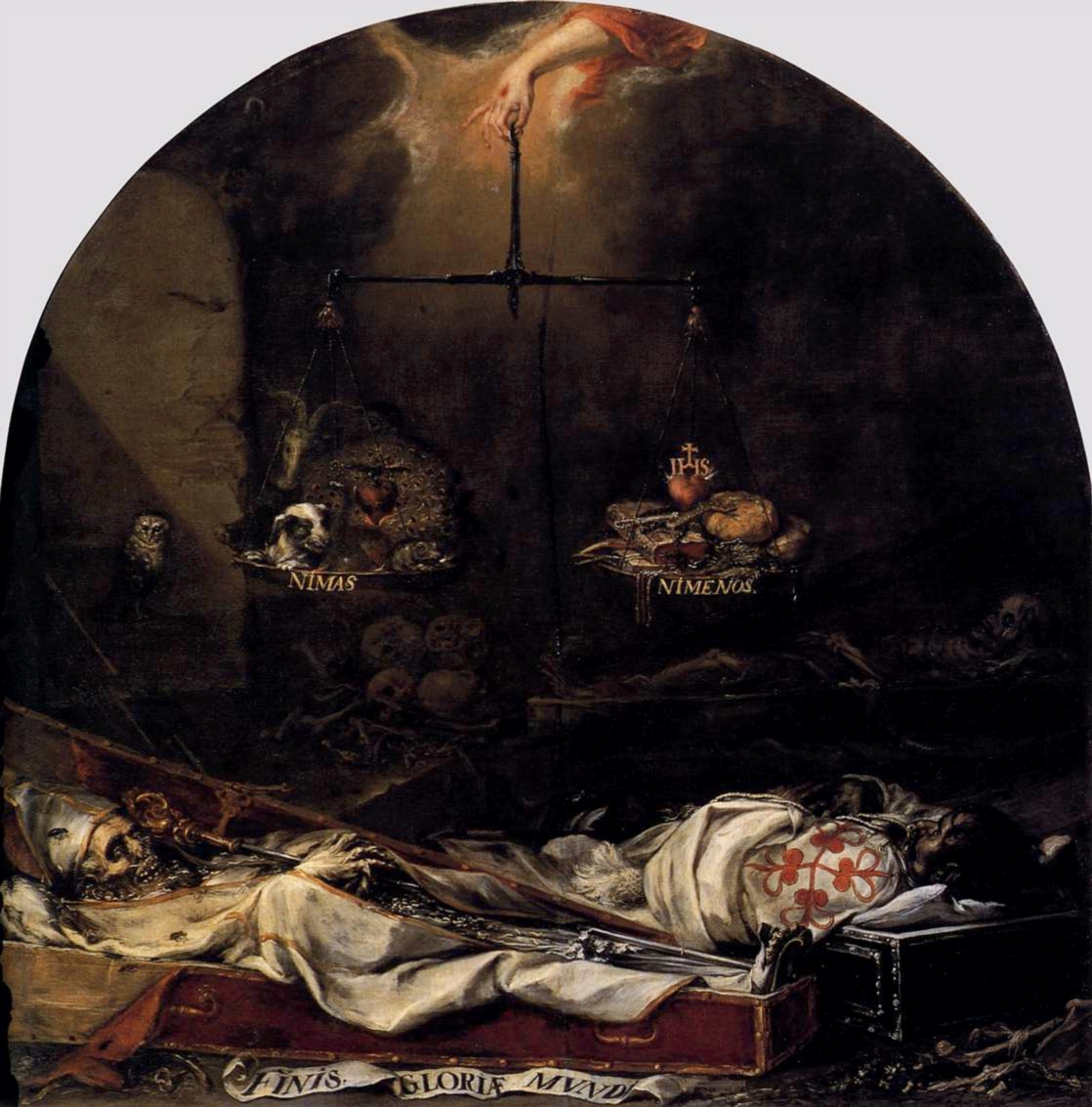
Juan Valdez Leal, Finis gloriae mundi
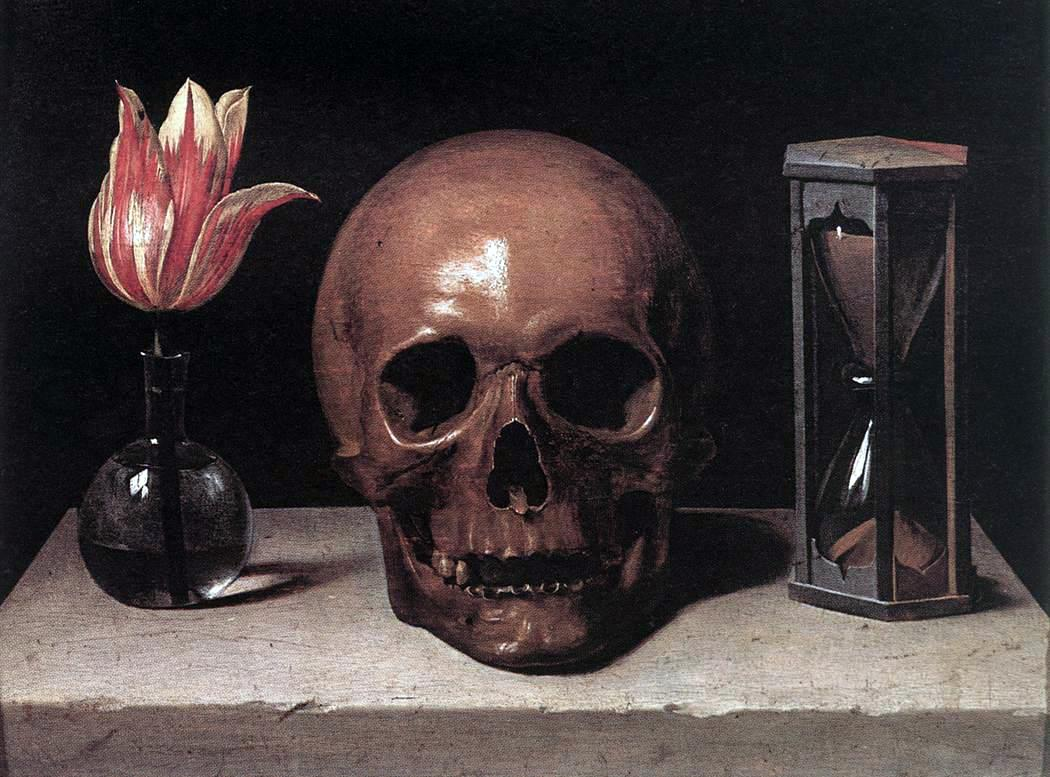
Philippe de Champaigne, Stilleben med dödskalle